# Богородица Смоленска
Смоленска икона Богородице (Одигитрија Смоленска) је икона Пресвете Богородице поштована у Православној цркви.
Икона се прославља 28. јула (10. августа).

## Историја
По Црквеном предању Смоленску икону Богородице је насликао свети јеванђелист Лука. У Русији постоје различита сведочанства. Једно говори да је икона дарована принцези Ани, сестри грчког цара Василија и супрузи светог кнеза Владимира, као благослов за пут у Русију. Друго сведочанство говори да је грчки цар Константин Порфирогенит удао кћер, принцезу Ану 1046.г. за черниговског кнеза Всеволода Јарославича и благословио је на пут, због чега је икона названа Одигитрија (Путеводитељица).
Икона је остала у наследство сину Всеволода, Владимиру Мономаху а он ју је пренео у Смоленск и поставио у Саборни храм Пресвете Богородице, који је основан 1101. године, те се од тог времена икона назива Смоленска.
Године 1237. Батијеве хорде су разбиле Русију и без отпора упале према Смоленску. Житељи ништа нису знали о изненадном нападу и нису били спремни да организују заштиту. Сама Одигитрија је била Необорива Војвоткиња незаштићеног града. Током ноћи у Саборном храму где стоји Њена чудотворна икона, црквењак је чуо од Ње заповест да објави војнику Меркурију житељу Смоленска:  „Меркурије крени одмах, јер те зове Владичица”. Меркурије је одмах дошао у храм и пао пред икону.
Свети Меркурије се до земље поклонио пред иконом Богоматере и изашао из храма, напустивши град. Призивајући у помоћ Мајку Божију, Меркурије је ушао у сред непријатељских трупа и убио им дива-ратника а потом потукао мноштво непријатеља, па, помоливши се легао да се одмори. Татарин је видевши га уснулог, одрубио му главу. Погребен је у Саборној цркви а Црква га је уврстила у Свете (слави се 24.новембра).
Године 1398. у време напада Тамерлана на јужне области Русије, Витовт је благословио с иконом Смоленске Богородице своју кћер Софију, супругу Василија Димитријевича при њеном одласку из Смоленска у Москву, а она ју је поставила у Благовештенски московски Сабор.
Године 1456. за време владавине великог кнеза Василија Васиљевича смоленски епископ Мисаил и многи угледни грађани који су били у пратњи пољског краља на путу за Москву, пришли су великом кнезу са молбом да им се врати Смоленска икона. Велики кнез је после дугог саветовања са свештенством и бојарима решио да више не држи заклоњену Владичицу света и урадивши копију за Благовештенски Сабор, отпустио је чудотворну икону у Смоленск. После Литургије и обављеног молепствија, Митрополит са свим свештенством и крсним ходом, уз пратњу великог кнеза и његове породице, војске и мноштва народа са сузама је испратио икону Владичице из града до манастира у предграђу Москве. На том месту је 1524.г. за време великог кнеза Василија Ивановича основан Новодевички манастир у спомен ослобођења Смоленска и присаједињења Руској држави. У том манастиру су поставили копију иконе Смоленске Одигитрије и за 28. јул установили празновање са крсним ходом у част чудотворне иконе и благодарење због ослобођења Смоленска од Литванаца.
Смоленски Архиепископ Варсануфије је 1666. године по царском указу одвезао у Москву две смоленске чудотворне иконе ради обновљења од патамнелих иконописа. Од тих икона једна стоји у смоленском Успенском Сабору, а друга која је насликана 1602. г. постављена је у Цркву изнад Дњепровских врата; првобитно се налазила у дњепровској кули градског зида Смоленска, али је 1727. неки Длотовски измолио да на вратима о свом трошку, сагради цркву у славу Рођења Богородице, да би у тој Цркви била постављена икона Одигитрија, покровитељица Смоленска. После две године Црква је саграђена. Све време градње ктитор је постио, исповедао се и у дан освећења пришао Светим тајнама. После причешћа пришао је икони Одигитрији и са сузама радости и осећањем благодарности у духовном заносу пао пред икону на колена, прекрстио руке крстообразно, приклонио главу до земље – и скончао.
Године 1802. уместо дрвене била је начињена камена црква.
Године 1808. по сведочењу епископа Серафима старински позлаћени оков и убрус са драгим камењем су прерађени; оков је украшен разним драгим камењем и бисерима а убрусу су додате исте драгоцености.
У великом Наполеоновом походу 1812. г. при повлачењу руске војске из Смоленска, чудотворна икона је узета од артиљеријске чете Глуховог пука; од тог времена остала је при пуку 3. пешадијске дивизије А. П. Ермолова који је у свим борбама против непријатеља чувао икону у својим редовима. Дан пре Бородинске битке икону су носили по логору, да би молитвама укрепила војнике Христове на велики подвиг. После извојеване победе над непријатељем пред њом су узношене благодарствене молитве. Војска је са страхопоштовањем у својој близини гледала икону Богородице сматрајући је драгоценим залогом помоћи од Свевишњега. Када је Свемогући благословио оружје и руски Смоленск био очишћен од непријатеља, чудотворна Смоленска икона Богородице је по вољи војног начелника кнеза Кутузова, враћена у Смоленск, после три месеца одсуства и постављена на пређашње место. Са иконом су у Смоленск стигли и разни украси и поклони који су јој даровани – 1800 рубаља, 5 купа злата и пуд сребра (мера 16,38 кг.) отетог од непријатеља.
Како је доспела у Смоленск 5. новембра, од тог датума је установљено да се једном годишње празнује изгнање непријатеља из Русије уз помоћ и заступништво Пресвете Богородице.
Црква се моли пред смоленском иконом Божије Матере да нас избави од многих невоља. У 16. веку када је био установљен празник у част иконе као и у 15 веку надвиле су се над Русијом многе невоље од спољашњих непријатеља, Татара и Пољака и од унутрашњих несугласица и од Уније и од још многих других беда и напасти, посебно 1812. г.  Ко би нас избавио, ко би нас сачувао до сада слободне, ако би Ти престала да се молиш, Владичице, Заступнице наша.
Црква је празнује 10. августа по новом, односно 28. јула по старом календару.

Када је и ко је икона донета у Русију из Грчке - о овоме нема потпуно јасних и поузданих података. Јевгениј Посељанин је истакао да постоји једна легенда у којој се наводи да је икона дошла у Русију средином 11. века (1046. године), када је византијски цар Константин ИКС Мономах благословио своју кћер, принцезу Ану, која је постала жена кнеза, са њом на путу Всеволод Јарославич. Икона је постала прадедовска светиња руских кнезова, симбол континуитета и династичке блискости Цариграда и Русије. Син Всеволода Јарославича, кнез Владимир Мономах, 1095. године преселио је икону из Чернигова (његово прво наследство) у Смоленск, где је 1101. основао цркву Успења Пресвете Богородице, у којој је икона била смештена и постала позната. као Смоленск.
Црквено предање приписује икони помоћ у спасавању града 1239. од инвазије Батуових трупа.
У 15. веку икона је завршила у Москви. Евгениј Посељанин даје неколико опција за пренос:
Руски Временик каже да је извесни Јурга, Пан Свилколдович, када је оставио Свидригајла, литванског кнеза, за великог кнеза московског Василија Васиљевича, на путу опљачкао Смоленск, узео икону Одигитрије заједно са другим стварима и донео је као поклон великом кнезу у Москви (<1455>). Други сугеришу да је Витаутас Смоленски поклонио ову икону својој ћерки Софији, жени московског великог кнеза Василија Дмитријевича, када је била у Смоленску 1398. године да се састане са својим оцем и добила од њега многе иконе на грчком језику. Постоји још једна вест да је наводно последњи смоленски кнез, који је одавде протерао Литванац Витаутас 1404. године, стигао у Москву и донео са собом икону Одигитрије заједно са осталим иконама.
Постоји и индиција да су „према истраживању М. М. Сухмана, спроведеном према хроникама... икону Богородице Смоленске узели татарски канови у Смоленску и поклонили је московском кнезу“.
Икона је постављена у Благовештенској саборној цркви Московског Кремља десно од Царских двери.
Посланство епископа смоленског Мисаила је 1456. затражило од великог кнеза Василија Мрачног да им врати икону. Кнез је, по савету митрополита Јоне, одлучио да испуни молбу смоленских посланика и врати светињу. Икона је свечано, уз крсни ход, 18. јануара 1456. године изнета из Кремља и испраћена у манастир Савински на Девојачком пољу, на улазу у Стари Смоленски пут, где је после опроштајне молитве пуштен у Смоленск.
Током Отаџбинског рата 1812. године, Иринеј (Фалковски) је 5-6. августа однео икону из Смоленска у Москву и на дан Бородинске битке, заједно са поштованим чудотворним иконама Иверонске и Владимирске, ношена је око Белиграда и Кремљ. Пре него што су Французи ушли у град, икона је однета у Јарослављ; 20. децембра враћена је у Смоленск.
Уочи Бородинске битке, пред руске трупе је ношен списак икона из портне цркве Рођења Богородице Смоленског Кремља, написан 1602. године; враћен је у Смоленск 10. новембра 1812. године.
Прототип иконе чуван је у Успенском сабору Смоленска, али након окупације града од стране немачких трупа 1941. године, икона није пронађена. У послератном периоду, место древне иконе у Успенском сабору Смоленска заузела је икона раног 17. века из храма изнад Дњепарске капије Смоленског Кремља.
Данас се ова икона чува у Музеју Московског Кремља. Према каталошком опису његово датовање је следеће: „Москва, 2. пол. 15. век (1456?), запис с краја 19. – почетка 20. века“.